# 紐約時報公司訴合眾國案
纽约时报诉合众国案（403 U.S. 713 (1971)）是 1971年的一宗美国案件，最终美国联邦最高法院以大法官6比3作出判决。根据判决结果，《纽约时报》和《华盛顿邮报》可以在不经政府审查的情况下合法出版当时是机密的美国政府文件《五角大楼文件》。
时任美国总统尼克松曾要求行政机关迫使纽约时报暂停出版五角大楼文件。法院所要考虑的主要问题是美国宪法第一修正案中所保护的出版自由，是否可以凌驾于政府宣称需要保密的安全文件之上。最终，最高法院判决宪法第一修正案中的出版自由条款保护纽约时报出版这些机密文件的权利。